# NGC 1497
NGC 1497 je galaksija u zviježđu Bik.

## Vanjske poveznice
- SEDS: NGC 1497